# إدوارد سابين
إدوارد سابين (بالأيرلندية: Edward Sabine) (و. 1788 – 1883 م) هو عالم فلك، ومستكشف، ومهندس، وفيزيائي من جمهورية أيرلندا . ولد في دبلن . وكان عضواً في الجمعية الملكية، والأكاديمية الروسية للعلوم، والأكاديمية الأمريكية للفنون والعلوم، والأكاديمية الملكية السويدية للعلوم، والأكاديمية البروسية للعلوم .
توفي في ريتشموند (لندن)، عن عمر يناهز 95 عاماً.

## التعليم
تعلم في الأكاديمية العسكرية الملكية

## الخدمة العسكرية
خدم في الجيش البريطاني.

## جوائز
حصل على جوائز منها:
- وسام كوبلي (1821)
- وسام الاستحقاق للفنون والعلوم
- قلادة ملكية
- زمالة الجمعية الملكية
- نيشان الحمام من رتبة فارس
- وسام الاستحقاق (بروسيا).

## روابط خارجية
- إدوارد سابين على موقع الموسوعة البريطانية (الإنجليزية)